# TVLine
TVLine (ティーヴィーライン) は、テレビ番組に関する情報、ニュース、ネタバレを提供する英語ウェブサイトである。アメリカ合衆国のテレビ業界ジャーナリスト、マイケル・オーシエロが編集長を務めている。

## 沿革
2010年10月、『エンターテインメント・ウィークリー』誌（EW）および EW.com のコラムニストとして活動していたマイケル・オーシエロが、同誌を離れてPMC社とともにテレビ関連の話題を中心とする画期的な新ウェブサイトを設立すると発表した。同12月、やはり EW に所属していたマイケル・スレザック（Michael Slezak）と、 E! Online のメイガン・マスターズ (Megan Masters) 、そして『TVガイド』誌のマット・ミトヴィッチ (Matt Mitovich) も参加することが発表された。
2011年1月5日に TVLine.com が始動し、最初の6日間で予測の3倍を上回るアクセスを記録した。

## ページ閲覧率
2011年春に TV by the Numbers が TVLine 、その姉妹サイトの Deadline および The Wrap と TV by the Numbers 自身の4つのテレビニュースサイトのページ閲覧率を比較分析したところ、 TVLine が1日当たり百万ページ強という閲覧率で首位であった。
2012年には、 TVLine 、 Deadline 、ハリウッド・リポーター、 HitFix の4サイトの比較報告が出されたが、それによると、 TVLine はひと月あたり2190万ページが閲覧されており、ハリウッド・リポーター（2570万ページ）に次ぐ第2位であった。